# Inváziós fajok Ausztráliában

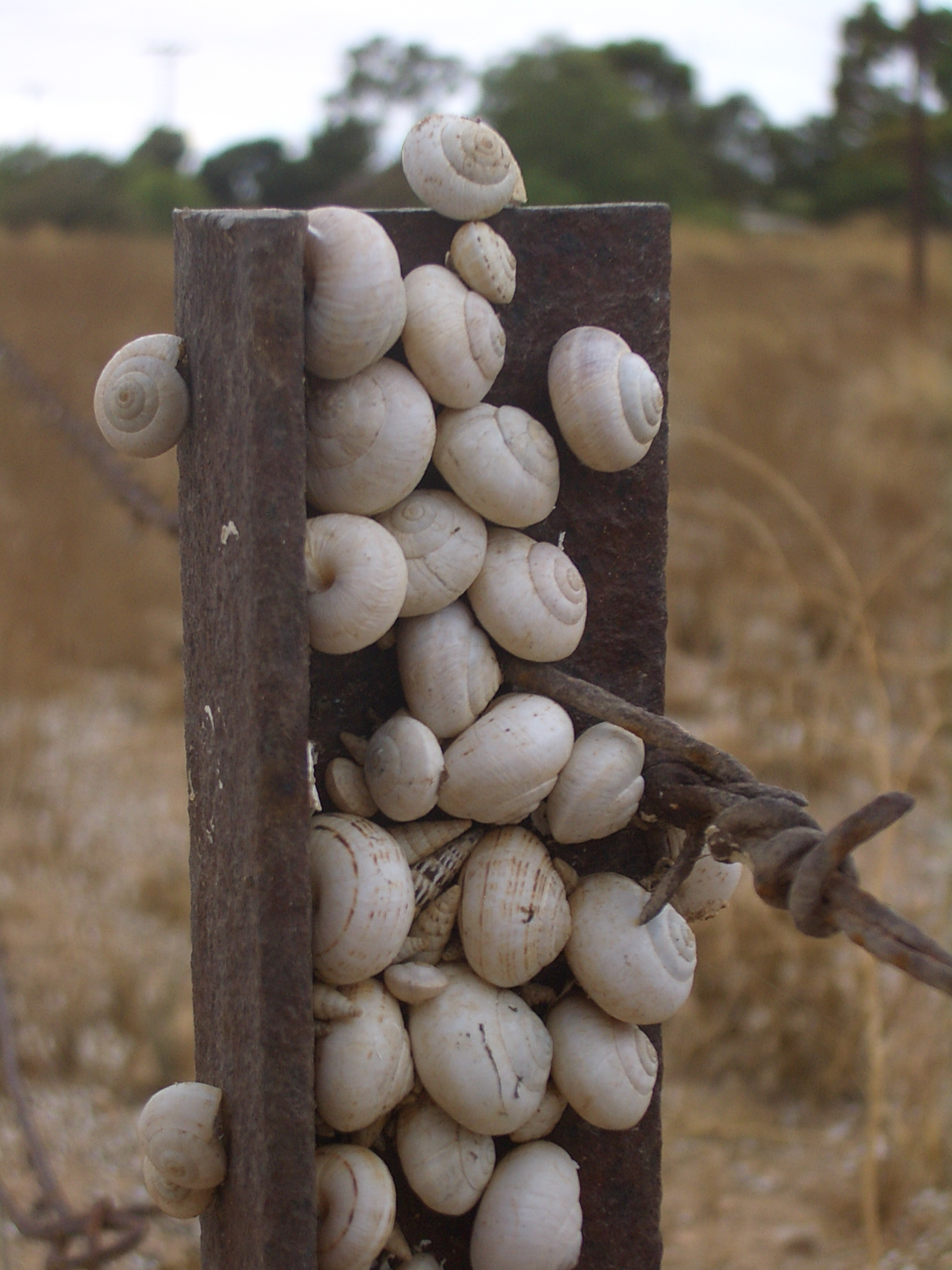
A mediterrán régióból származó invazív csigák egy ausztráliai kerítésoszlopon

Az Ausztráliába az európai gyarmatosítás óta véletlenül behurcolt vagy szándékosan, téves meggondolásokból betelepített inváziós fajok nagy károkat okoznak a kontinens eredeti élővilágának, biológiai sokféleségének, és gyakran a mezőgazdaságban is. Az európaiak érkezése előtt a kontinens biológiai szempontból „telítetlen” élettér volt, így az odakerült állatok, különösen a hajókon potyautasként érkező rágcsálók, egerek, patkányok gyorsan elszaporodtak.

## Történetük
Az inváziós fajok története az európaiak érkezésével kezdődött. Az első telepesek természetesen háziállatokat is hoztak magukkal, hogy biztosítsák megélhetésüket az ismeretlen kontinensen. Ezeknek a disznóknak, kecskéknek, lovaknak egy része később elvadult és elterjedt a kontinens nagy területein. Ezek a „vadkecskék”, „vadszamarak”, „vadlovak”, „vadtevék”, „vadsertések”, „vadbivalyok” mind háziállatok visszavadult utódai.
Az európai telepesek vadászat céljára is betelepítettek őzeket, szarvasokat, zergéket. Ezek állománya nem „szabadult el”, nincs olyan sok belőlük, hogy inváziós fajnak kellene tekinteni őket. A hasonló célokra behozott nyulak azonban szinte katasztrófát okoztak. Néhány év múlva a nyulak milliói lepték el a legelőket, elették a birkák elől a füvet, az üregeikbe lépő marhák pedig eltörték a lábukat. A központi és helyi kormányzatok kétségbeesett kísérleteket tettek az invázió megfékezésére, de nem segített a tömeges vadászat, a „nyúlbiztos” kerítések sem tudták megállítani a terjedésüket. A leghatékonyabb módszer a nyulak bizonyos betegségeinek elterjesztése lett, de ezzel sem sikerült kiirtani őket, csak némileg visszaszorítani az állományt.

### A különböző kártékonynak tartott fajok irtását ösztönző programok
A mezőgazdaság, a farmerek támogatása érdekében a központi és a helyi kormányzatok eleinte minden károsnak tartott faj irtásáért jutalmat ajánlottak fel. Sajnálatos módon ezeknek a kezdeti programoknak jelentős szerepük volt néhány őshonos ragadozó, mint az erszényesfarkas kipusztításában, valamint az erszényes ördög, óriás erszényesnyest, ékfarkú sas szinte végzetes megritkulásában. Időnként az elkóborolt házikutyák, a dingó, a róka pusztításáért is díjat ajánlottak fel. Az óriásvarangy irtását célzó kampányt „egy sör a varangyért” mottóval reklámozták.
2002-ben tudományos vizsgálatot végeztek a vörös róka irtását célzó programok hatékonyságáról. (Ezek már 1893-ben, csupán három évtizeddel a faj betelepítése után megkezdődtek.) A tanulmány szerint ezek a díjak felajánlásával folytatott kampányok eredménytelenek maradtak, sőt időnként kontraproduktívok voltak.

## Néhány kiemelten fontos inváziós állatfaj
| Kép | Faj                                  | Betelepítés ideje | Oka                                                                                            | Eredeti élőhely                | Eloszlás                                                  | Fenyegetettségi szint | Becsült egyedszám            | Visszaszorítási módszerek                                                                                        | Jegyzetek / ref |
| --- | ------------------------------------ | ----------------- | ---------------------------------------------------------------------------------------------- | ------------------------------ | --------------------------------------------------------- | --------------------- | ---------------------------- | --- | --- |
|     | Közönséges strucc(Struthio camelus)  | 1980-as évek      | Állattenyésztés                                                                                | Dél-Afrika (régió)             | Csak Dél-Ausztrália államban a Birdsville Track közelében | Közepes               | 20000                        | Szükségtelen | Minden ausztráliai vad strucc az 1980-as években állattenyésztési célra importált állomány leszármazottja. 2021-ben már csak egy ilyen farm működött. |
|     | Óriásvarangy (Rhinella marina)       | 1935              | A cukornád-ültetvényekben kárt tevő nádbogár (Dermolepida albohirtum) visszaszorítása céljából | Amerika, Hawaiin keresztül     | Queensland, Új-Dél-Wales, Északi terület), Kimberley      | Szélsőséges           | 200 millió+                  | Irtás, genetikai kontroll                                                                                        | Rendkívül szapora, méreganyaga elpusztítja a helyi ragadozóit                                                                                         |
|     | Vörös róka                           | 1855              | Vadászat                                                                                       | Európa                         | A szárazföld nagy részén, kis számban Tasmaniában         | Szélsőséges           | 7,2 millió+                  | Mérgezés, vadászat                                                                                               | Rejtőzködő ragadozója a helyi állatfajoknak és a háziállatoknak                                                                                       |
|     | Macska                               | 1849              | Házi kedvenc                                                                                   | Európa                         | A trópusi esőerdúők kivételével mindenütt                 | Magas-szélsőséges     | 2,1 – 6,3 millió             | Elkerítés, vadászat, csapdázás, mérgezés A visszaszorítása egyes szigeteken sikeres volt; kevésbé a szárazföldön | Valószínűleg felelős több kis állatfaj kipusztításáért.                                                                                               |
|     | Európai nyúl (Oryctolagus cuniculus) | 1857              | Vadászat                                                                                       | Európa                         | Egész Ausztráliában                                       | Szélsőséges           | 200 millió+                  | elkerítés; Myxomatosis; Calicivirus (RHD)                                                                        | Rendkívül szaporák, károsítják a termőföldet. |
|     | Kecske (Capra hircus)                | 1840              | Állattenyésztés                                                                                | ismeretlen                     | Egész Ausztráliában                                       | Magas                 | 2,6 millió+ 1996-ban         | | |
|     | Disznó (Sus scrofa)                  | 1788              | Állattenyésztés                                                                                | Európa                         | Egész Ausztráliában, a sivatagok kivételével              | Magas                 | csaknem 23,5 millió 2011-ben | Terelés, tömeges vadászat, csapdázás, mérgezés, elkerítés                                                        | Rendkívül szaporák, károsítják a termőföldet, betegségeket terjeszthetnek                                                                             |
|     | Szamár (Equus asinus)                | 1866              | Teherhordás, igavonás                                                                          | Európa                         | Egész Ausztráliában                                       | Közepestől magasig    | 5 millió körül 2005-ben      | Terelés, tömeges vadászat, ivartalanítás                                                                         | Grazers that damage sensitive lands |
|     | Egypúpú teve (Camelus dromedarius)   | 1840              | Teherszállítás                                                                                 | India                          | Outback                                                   | Közepestől magasig    | 300 000+ 2013-ban            | Tömeges vadászat helikopterről                                                                                   | Legelés – az ausztráliai száraz éghajlat kitűnően megfelel számukra                                                                                   |
|     | Brumby-ló (Equus ferus caballus)     | 1788              | Mezőgazdaság                                                                                   | Európa, Dél-Amerika, Indonézia | Egész Ausztráliában                                       | Közepestől magasig    | 300 000+                     | Terelés, tömeges vadászat, ivartalanítás                                                                         | Legelés, érzékeny talajok károsítása |
|     | Banteng (Bos javanicus)              | 1849              | Állattenyésztés                                                                                | Indonézia                      | Garig Gunak Barlu National Park                           | Közepes               | 8000 − 10000                 | Brucellózis, gümőkór, vadászat                                                                                   | Környezeti károk – talajerózió, a vízgazdálkodás megzavarása, a mocsaras területek növényzetének pusztítása                                           |
|     | Vízibivaly (Bubalus bubalis)         | 1829              | Állattenyésztés                                                                                | Indonézia                      | Az Északi terület legészakibb része                       | Közepes               | 150 000+ 2008-ban            | Brucellózis, gümőkór, vadászat                                                                                   | Környezeti károk – talajerózió, a vízgazdálkodás megzavarása, a mocsaras területek növényzetének pusztítása                                           |

## Fordítás
- Ez a szócikk részben vagy egészben  az   Invasive species in Australia című angol Wikipédia-szócikk ezen változatának fordításán alapul.  Az eredeti cikk szerkesztőit annak laptörténete sorolja fel. Ez a jelzés csupán a megfogalmazás eredetét és a szerzői jogokat jelzi, nem szolgál a cikkben szereplő információk forrásmegjelöléseként.